# Condado de Hanover
El condado de Hanover (en inglés: Hanover County), fundado en 1720, es uno de 95 condados del estado estadounidense de Virginia. En el año 2007, el condado tenía una población de 100,720 habitantes y una densidad poblacional de 72 personas por km². La sede del condado es Hanover.

## Geografía
Según la Oficina del Censo, el condado tiene un área total de 1228 km² (474,1 mi²), de la cual 1225 km² (473 mi²) es tierra y 3 km² (1,2 mi²) (0.30%) es agua.

### Condados adyacentes
- Condado de Spotsylvania (noroeste)
- Condado de Caroline (norte)
- Condado de King William (noreste)
- Condado de New Kent (este)
- Condado de Henrico (sur)
- Condado de Goochland (suroeste)
- Condado de Louisa (oeste)

## Demografía
Según la Oficina del Censo en 2000, los ingresos medios por hogar en el condado eran de $59,223, y los ingresos medios por familia eran $65,809. Los hombres tenían unos ingresos medios de $42,523 frente a los $30,689 para las mujeres. La renta per cápita para el condado era de $25,120. Alrededor del 6.20% de la población estaban por debajo del umbral de pobreza.

## Localidades
- Ashland

### Comunidades no incorporadas
- Atlee
- Beaverdam
- Doswell
- Elmont
- Hanover Courthouse
- Mechanicsville
- Montpelier
- Old Church
- Rockville